# Vietteria
Vietteria este un gen de molii din familia Lymantriinae.